# Стадион (мерна јединица)
Стадион (грчки: σταδιον; латински: stadium), је древна грчка јединица дужине, заснована на дужини типичног спортског стадиона тог времена (око 600 грчких стопа).
Током средњег века и модерног доба ова реч је коришћена и као синоним за furlong, британску и амерички јединицу за растојање.

## Општа разматрања
Према Херодоту, један стадион је био једнак мерној јединици 600 грчких стопа (латински pous). Међутим, како је дужина стопа варирала у различитим деловима грчког света, стварна дужина стадиона је различита, према различитих хипотетичких ставова стотинама година уназад. У том смисло предложене су разне хипотетичке еквивалентне дужине, а неке су именоване.
Међу предложеним величинама за стадион су најзначајније:
| Предложени назив за стадион | Дужина (приближна) | Дужина (приближна) | Опис                                  | Предлагач                                    |
| Предложени назив за стадион | метри              | јарди              | Опис                                  | Предлагач                                    |
| --------------------------- | ------------------ | ------------------ | ------------------------------------- | -------------------------------------------- |
| Итинерар                    | 157 m              | 172 yd             | користи се за мерење удаљености пута. | Jean Antoine Letronne, 1816                  |
| Олимпијски                  | 176 m              | 192 yd             | 600 × 294 mm                          | Carl Ferdinand Friedrich Lehmann-Haupt, 1929 |
| Птоломејски или Атички      | 185 m              | 202 yd             | 600 × 308 mm                          | Otto Cuntz, 1923; D.R. Dicks, 1960           |
| Бабилонско-Персијски        | 196 m              | 214 yd             | 600 × 327 mm                          | Lehmann-Haupt, 1929                          |
| Феничанско-Египатски        | 209 m              | 229 yd             | 600 × 349 mm                          | Lehmann-Haupt, 1929                          |

Међу првима служећи се емпиријским методам одређивања дужине стадиона, Лев Васиљевић Фирсов, је упоредио 81 растојања које су дали Ератостен (276. п. н. е. — 194. п. н. е.) и Страбон (64. п. н. е. — 24. н. е.) са растојањем добијено мерењем праволинијске дистанце савременим методама, и тако добио просечни резултат за стадион, од око 157,7 m (172,5 yd).
Значај неједнакости у дужини стадиона за науку
Значај неједнакости мера за стадион, приликом њиховог коришћења може утицати на тумачење древних текстова. На пример, грешка у израчунавању обима Земље од стране Ератостена, или Посејдонија зависи од тога која је позиција одабрана као одговарајућа.